# Klosters AB

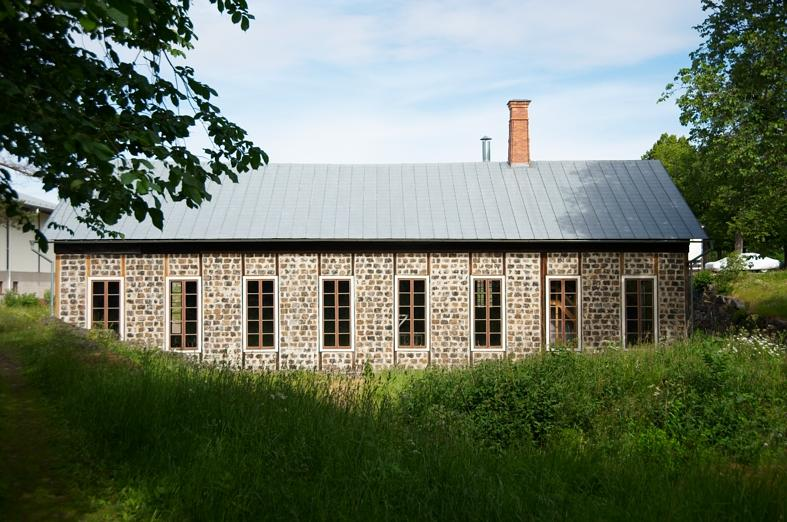
Smedjan på Stjärnsunds bruk

Klosters AB var ett svenskt stålföretag, som bildades 1871 och innefattade de tre närbelägna järnbruken i Husby socken: Klosters bruk, Långshyttan och Stjärnsunds bruk. 
Ägarna till Klosters bruk var för expansion av sitt plåtvalsverk på grund av begränsad vattenkraft i Kloster intresserade av att förvärva den bondeägda masugnen i Långshyttan, där det fanns gott om vattenkraft. År 1859 hade Klosters bruk köpt alla andelar i masugnen och uppförde 1859–1860 en ny masugn, den då högsta i Sverige. Det lät även uppföra två bessemerugnar. Stjärnsunds bruk köptes av Klosters bruk 1871, varefter de olika enheterna konsoliderades under det nybildade Klosters AB. 
Klosters AB köpte 1873 Galtströms bruk, varefter omfattande satsningar gjordes på att effektivisera bruksdriften. År 1879 byggdes ett valsverk och 1884 en ny masugn. Galtströms bruk såldes till Sunds AB 1903.
Lancashiresmidet på Sjärnsunds bruk lades ned 1884. I stället hade valsningen av järnplåt på Klosters bruk med början på 1870-talet flyttats till Stjärnsund. Manufakturverket drevs vidare till 1920-talet och tillverkade då bland annat valsar, stenredskap, vagnar och plåtarbeten Verksamheten i Kloster lades ned 1888.
Martin Nisser köpte 1883–1884 tillsammans med A.O. Wallenberg och grosshandlaren Anders Gustav Reinhold Alrutz (1839–1889) aktiemajoriteten i Klosters AB, varefter Martin Nisser blev disponent och bosatte sig på Stjärnsunds herrgård. Sonen Carl Martin Samuel Nisser (1872–1930) var disponent  för företaget 1905–1908.
Företaget drabbades av ekonomiska svårigheter under första världskriget och köptes 1916 av Stockholms Kullager AB. I mars 1921 tillverkades av Klosters AB i Långshyttan det första rostfria stålet i Sverige. Klosters hamnade under 1920-talet i nya ekonomiska svårigheter och övertogs först av Mälareprovinsernas Enskilda Bank 1923–1927, och sedan av Svenska Handelsbanken. Under Handelsbankens ledning sammanfördes Klosters med flera andra järnbruk 1927 till Fagersta Bruks AB. Inom Fagerstakoncernen fortsatte bruken inom Klosters AB som en företagsgrupp under namnet Klosterverken.

## Tidslinje
- Fram till 1888 Klosters bruk, järnbruk i Kloster från 1400- eller 1500-talet.
- 1871–1927 Klosters AB
- 1927–1984 Klosterverken, en grupp av tre företag inom Fagersta Bruks AB, bestående av Klosters bruk, Långshyttan och Stjärnsunds bruk.
- 1982–1992 Kloster Speedsteel AB, bildat genom sammanslagning av snabbstålsdelarna inom Klosterverken, Vikmanshyttan och Uddeholms AB (Söderfors).
- 1992– Erasteel Kloster AB, bildat genom sammanslagning av Kloster Speedsteel och den franska snabbstålstillverkaren Commentryenne.

Orten Kloster är den ort, som varit säte för Klosters bruk och också har givit namn åt Klosters AB och Klosterverken. Den närliggande Långshyttan var ett självständigt järnbruk fram till 1859, då det köptes av Klosters bruk och så småningom kom att bli den största enheten inom Klosters AB, och senare den största enheten inom Klosterverken. 
Långshyttans snabbstålsdel utgjorde från 1982 en produktionsenhet inom Kloster Speedsteel AB och därefter en inom av Erasteel Kloster AB, medan kallvalsverket Kloster, med produktion av tunna band, från 1984 ingick i Avesta AB och dess efterföljare Avesta Sheffield AB, Avesta Polarit AB och Outokumpu Oyj fram till 2014, då det lades ned det.
Erasteel Kloster AB har fortsatt produktionen av tråd och band i sitt varmvalsverk i Långshyttan.